# لی جیه (تیرانداز، زاده ۱۹۷۳)
لی جیه (انگلیسی: Li Jie؛ زادهٔ ۳ فوریهٔ ۱۹۷۳) تیرانداز اهل چین بود. وی در بازی‌های المپیک تابستانی ۲۰۰۴ حضور داشته‌است.